# Generador de documentación
Un generador de documentación es una herramienta de programación que genera documentación destinada a los programadores (documentación de API) o a usuarios finales, o a ambos, a partir de un conjunto de código fuente especialmente documentado, y en algunos casos, archivos binarios.

## Tipos de documentos
- Documentos batch (documentos automatizados).
- Documentos interactivos (documentos que no pueden ser producidos automáticamente).
- Formularios (formularios para páginas web).

Muchas soluciones de software son ofrecidas en Internet que pueden automatizar estos procesos.